# Konvulzivní terapie
Konvulzivní terapie je psychiatrická terapie založená na záměrném vyvolání křečí (konvulzí). Teoretickým východiskem bylo pozorování, že pacienti s epilepsií netrpí schizofrenií. Toto pozorování se však později nepotvrdilo. Používala se celá řada způsobů, jak vyvolat křeče, např. předávkování inzulínem nebo metrazolem. Dnes se používá jako metoda další volby jen elektrokonvulzivní terapie. Pojem konvulzivní terapie se tak stal prakticky synonymen pro elektrokonvulzivní terapii.